# Miodojad wyspowy
Miodojad wyspowy (Meliphaga vicina) – gatunek małego ptaka z rodziny miodojadów (Meliphagidae). Występuje endemicznie na wyspach Tagula i Junet (Panatinani) w archipelagu Luizjadów. Nie jest zagrożony wyginięciem.

## Taksonomia
Po raz pierwszy gatunek opisali Walter Rothschild i Ernst Hartert w 1912. Holotyp, dorosły samiec odłowiony 8 kwietnia 1898, pochodził z wyspy Tagula, lecz nie podano dokładnej lokalizacji jego pozyskania. Pochodził z kolekcji Alberta S. Meeka. Trafił do Muzeum Historii Naturalnej w Tring. Autorzy nadali nowemu gatunkowi nazwę Ptilotis analoga vicina, tym samym uznając go za podgatunek miodojada długodziobego (M. analoga). Dawniej bywał też łączony z miodojadem cienkodziobym (M. gracilis). Obecnie (2021) autorzy Kompletnej listy ptaków świata umieszczają miodojada wyspowego w rodzaju Meliphaga. Międzynarodowy Komitet Ornitologiczny i autorzy HBW Alive klasyfikują go w obrębie Microptilotis, nie wyróżniają podgatunków. Epitet gatunkowy vicina oznacza z łaciny „bliski”. W 2016 brakowało badań genetycznych pozwalających na ustalenie, czy miodojad wyspowy powinien być uznany za podgatunek miodojada długodziobego.

## Morfologia
Długość ciała wynosi 16,5–18 cm. Miodojad wyspowy jest stosunkowo duży na tle innych przedstawicieli rodzaju. Wymiary szczegółowe podane w milimetrach przedstawia poniższa tabela (nie określono liczby zbadanych osobników):
| Płeć   | Długość skrzydła | Długość górnej krawędzi dzioba | Długość ogona | Długość skoku |
| ------ | ---------------- | ------------------------------ | ------------- | ------------- |
| Samce  | 88–96            | 18–20                          | 72–79         | 23            |
| Samice | 83–86            | 15,5–16                        | 68–71         | –             |

Dziób jest długi i smukły. Od jego kącika ciągnie się jasny, żółtawy pasek. Na pokrywach usznych znajduje się mała plama o intensywnie żółtej barwie. Na spodzie ciała brak pasków. Występuje jedynie oliwkowożółty nalot. Spód skrzydła kremowy z ochrowym nalotem. Tęczówka ma barwę od szarej po ciemnobrązową, dziób – czarną lub czarniawą.

## Zasięg występowania, ekologia i zachowanie
Miodojad wyspowy występuje na wyspach Tagula (około 866 km²) oraz sąsiedniej Junet (zwanej też Panatinani, 77 km²) w archipelagu Luizjadów, u południowo-wschodnich wybrzeży Nowej Gwinei. Jest jedynym przedstawicielem rodziny na Luizjadach. Miodojady wyspowe występują we wszelkich terenach leśnych od poziomu morza do 800 m n.p.m. Przebywają głównie w piętrze koron i podszycie. Według Pratta i Beehlera (2014) miodojady wyspowe najczęściej odzywają się w parach lub trójkach głosem cheerie! ... cheerie! (transkrypcja anglojęzyczna). Autorzy HBW podają sprzeczną informację, jakoby głos tego gatunku był dotychczas nieopisany (choć jednocześnie wzmiankują, że różni się od głosu miodojadów: długodziobego i cienkodziobego). W skład jego diety wchodzą owady, nektar i owoce. Brak informacji o lęgach.

## Status i zagrożenia
IUCN nadaje miodojadowi wyspowemu status najmniejszej troski (LC – Least Concern) od 2020. Wcześniej, od 1994 miał status niedostateczne dane (DD – Data Deficient), a od 1988 klasyfikowany był jako zagrożony (Threatened). BirdLife International uważa populację za bardzo dużą (około 33–57 tysięcy dorosłych osobników), a jej trend wydaje się być stabilny. Być może zagrożeniem dla miodojadów wyspowych jest wycinka; na początku lat 90. XX wieku objęta wycinką i zniszczona była ponad połowa lasów na wyspie Tagula. Blisko spokrewniony z wyspowym miodojad długodzioby dość dobrze adaptuje się do życia w lasach poddanych wycince czy innej formie degradacji.